# Горя боятися — щастя не бачити
«Горя боятися — щастя не бачити» (рос. «Горя бояться — счастья не видать») — білоруський радянський двосерійний телевізійний фільм-казка режисера Віктора Турова, знятий у 1973 році за мотивами однойменної п'єси-казки  Самуїла Маршака.

## Сюжет
Хитрий Цар Дормідонт хоче позбутися від Горя-нещастя і пропонує солдату Івану купити перстень, шпагу, навіть корону, але обов'язково Горе-безталання на додачу. Той погоджується тільки на табакерку і просить Царя написати розписку. Іван йде на війну, і в дорозі виявляє поряд з собою Горе. Однак Іванов не журиться, та й ніколи — в похід йде. Горе розуміє, що тут йому поживитися нічим, і вчить Івана, як від нього, Горя, позбутися. Але той не хоче діяти обманом, а вирішує провчити Царя іншим способом…

## У ролях
- Костянтин Адашевський —  цар Дормідонт,  Скоморох
- Наталія Воробйова —  Анфіса
- Гелій Сисоєв —  солдат Іван Тарабанов,  Скоморох
- Євгенія Сабельникова —  Настя
- Бронюс Бабкаускас —  Генерал ,  Господар балагану
- Альгімантас Масюліс —  Начальник варти ,  Головний скоморох
- Вадим Александров —  Горе-безталання,  Петрушка
- Станіслав Соколов —  Заморський королевич
- Валентин Букін —  Купець,  Скоморох
- Юльєн Балмусов —  Скарбник
- Казімірас Віткус —  Господар корчми
- Євген Крючков —  Слуга царя

## Знімальна група
- Режисер — Віктор Туров
- Сценарій — Віктор Туров
- Оператори — Віктор Політов,  Сергій Стасенко
- Композитор — Олег Янченко
- Художник — Володимир Дементьєв